# 米羅維奇
51°5′7″N 24°25′39″E / 51.08528°N 24.42750°E
米羅維奇（烏克蘭語：Мировичі）是烏克蘭的村落，位於該國西部沃倫州，由科韋利區負責管轄，始建於1577年，面積0.45平方公里，海拔高度178米，2001年人口76，人口密度每平方公里167.77人。